# Маслово-Волосевич
Маслово-Волосевич — деревня в Куркинском районе Тульской области России.
В рамках административно-территориального устройства относится к Сергиевской волости Куркинского района, в рамках организации местного самоуправления включается в Самарское сельское поселение.

## География
Расположена на реке Замарайка (притоке р. Птань), в 14 км к юго-западу от райцентра, посёлка городского типа Куркино, в 114 км к юго-востоку от областного центра, г. Тулы. 
На западе примыкает к деревне Маслово, на юге — к деревне Маслово-Никольское (на противоположной стороне р. Замарайки).

## Население
| 2002 | 2010 |
| ---- | ---- |
| 175  | ↘93  |